# Fritz Zorn
Fritz Zorn, pseudonimo di Fritz Angst (Meilen, 10 aprile 1944 – Zurigo, 2 novembre 1976), è stato uno scrittore svizzero.
Angst è conosciuto soprattutto per il suo saggio autobiografico Marte - Il cavaliere, la morte e il diavolo, scritto in tedesco e concluso nel 1976, pubblicato nel 1977 (la prima edizione italiana è del 1978 per Mondadori) con lo pseudonimo Fritz Zorn dopo la morte per cancro dell'autore. L'opera descrive la malattia, la nevrosi, l'impossibilità di amare e comunicare di Angst, mentre critica radicalmente l'educazione ricevuta, i suoi genitori e l'ambiente alto-borghese in cui ha trascorso la vita, una delle aree più facoltose di Zurigo (Svizzera).